# حنقط
حِنْقِط جمعهة حناقط أو حِنْقُطان (الاسم العلمي: Lophophorus) جنس طيور من فصيلة التدرج، أسرة تدرجاوات. كبير الجثة ملون الثوب قنبري الرأس. قوي المنقار مستطيله، مستدير السقط طويل الذيل أملط الرسغ ذرب الصيصة العفية.

## الأنواع
هناك ثلاثة أنواع يندرج تحتها العديد من السلالات، مهدها الشرق
| الصورة | الاسم العلمي          | الاسم العربي | النطاق                                                                   |
| ------ | --------------------- | ------------ | ------------------------------------------------------------------------ |
|        | Lophophorus impejanus | حنقط بهي     | أفغانستان وباكستان عبر جبال الحملايا في الهند ونيبال وجنوب التبت وبوتان. |
|        | Lophophorus sclateri  | حنقط ملقة    | شمال شرق الهند وجنوب شرق التبت وشمال بورما                               |
|        | Lophophorus lhuysii   | حنقط صيني    | وسط الصين                                                                |